# Angeliki Lagoumtzi
Angeliki Lagoumtzi (23 de novembro de 1982) é uma ex-futebolista profissional grega que atuava como meia.

## Carreira
Angeliki Lagoumtzi representou a Seleção Grega de Futebol Feminino, nas Olimpíadas de 2004. 